# 吳英鵬
吳英鵬（？—），香港大律師，中國內地執業律師。

## 求學經歷
吳英鵬生於廣東湛江，2009年獲得北京師範大學法學學士學位，2011年獲得中國人民大學法學碩士學，2013年來香港，2016年獲得香港城市大學法律博士學位（JD），2017年獲得香港法學專業證書（PCLL）。目前，他正在修讀清華大學高級公共管理碩士（EMPA）學位。

## 執業經歷
吳英鵬2012年通過中國國家司法考試，2013年獲得法律職業資格證書。2017年，他成為中國內地執業律師，並在2018年獲認為香港高等法院執業大律師。

## 公職及榮譽
吳英鵬擔任香港特別行政區選舉委員會委員，香港特別行政區深水埗區撲滅罪行委員會委員，中國人民政治協商會議廣東省委員會委員，並曾榮獲2020年度“十大傑出新香港青年”。